# Gare de Giorgio
La gare de Giorgio est une gare ferroviaire française de la ligne de Ponte-Leccia à Calvi (voie unique à écartement métrique), située sur le territoire de la commune de Lumio, dans le département de la Haute-Corse et la Collectivité territoriale de Corse (CTC). 
C'est un arrêt des chemins de fer de la Corse (CFC) desservi par des trains périurbains. l'arrêt est facultatif (AF), il faut signaler sa présence au conducteur pour qu'il y ait un arrêt du train.

## Situation ferroviaire
Établie à 31 mètres d'altitude, la gare de Giorgio est située au point kilométrique (PK) 111,2 de la ligne de Ponte-Leccia à Calvi (voie unique à écartement métrique), entre les gares du Club-Med Cocody (AF) et de Lumio-Arinella (AF).
Elle dispose d'un quai court.

## Service des voyageurs

### Accueil
Halte CFC, c'est un point d'arrêt non géré (PANG) à accès libre. Elle dispose d'un quai court. Arrêt facultatif (AF) : le train ne s'arrête que si la demande a été faite au conducteur.

### Desserte
Giorgio est desservie, éventuellement (AF), par des trains CFC de la « desserte suburbaine de Balagne » relation Calvi - Île-Rousse. Les horaires sont fluctuants en fonction de la saison (juillet-août) et du hors saison (le reste de l'année).

### Intermodalité
L'arrêt en pleine nature, situé au niveau de la crique d'Agajo, est destiné à l'accès aux plages de sable ou de rochers du site de Spano.